# The Conet Project
The Conet Project: Recordings of Shortwave Numbers Stations (рус. Проект Conet: записи коротковолновых номерных радиостанций) — набор записей номерных радиостанций, состоящий из 4 CD-дисков выпущен в 1997 году английским лейблом звукозаписи Irdial-Discs. Сборник основан на работах любителя-исследователя номерных радиостанций Акина Фернандеса (англ. Akin Fernandez).

## Об альбоме
«The Conet Project» стал своего рода культом, его фанатами являются многие музыканты и режиссёры, включая фронтмена Wilco Джеффа Твиди (англ. Jeff Tweedy), помощника Melvins Дэвида Скотта Стоуна (англ. David Scott Stone), Boards of Canada, The Besnard Lakes, Девендру Банхарта, вокалиста Faith No More Майка Паттона и режиссёра Кэмерона Кроува (англ. Cameron Crowe). Семплы из сборника использовались в некоторых фильмах и альбомах, например, в фильме «Ванильное небо», альбоме «Stupid Dream» группы Porcupine Tree, альбоме «These Four Walls» группы We Were Promised Jetpacks, а также в альбоме Wilco «Yankee Hotel Foxtrot». Последний стал причиной судебного дела: Джефф Твиди не спрашивал разрешения на использование семплов The Conet Project, Irdial подала в суд за нарушение авторских прав. Этот случай вызвал дебаты о том, кто обладает авторскими правами на записи передач номерных радиостанций, но Твиди, чтобы избежать судебных разбирательств, согласился выплатить Irdial роялти..
The Besnard Lakes также использовали записи номерных радиостанций в своём альбоме «The Besnard Lakes Are the Dark Horse», а фронтмен группы Джейс Ласек (англ. Jace Lasek) считается поклонником The Conet Project.
Следуя своей «Философии свободной музыки» (англ. Free Music Philosophy),
Irdial-Discs даёт возможность бесплатной загрузки сборника в формате MP3 (вместе с PDF-версией буклета) на своём веб-сайте и призывает фанатов обмениваться записями через файлообменные сети.
Название проекта происходит от чешского слова «konec», означающего конец передачи на чешской номерной радиостанции.